# Pegaso Z-102
La Pegaso Z-102 è una vettura sportiva prodotta dal marchio spagnolo Pegaso tra il 1951 e il 1957. Progettata dall'ingegnere Wifredo Ricart e dotata delle più avanzate tecnologie disponibili all'epoca, come motore V8 in lega leggera a quattro alberi a camme in testa con potenze che variano da 175 a 250 CV a seconda della cilindrata e dell'alimentazione, cambio a 5 marce in blocco con il differenziale e ponte posteriore De Dion, è stata esposta per la prima volta al Salone dell'automobile di Parigi e prodotta in soli 86 esemplari (di cui 2 prototipi), quasi tutti carrozzati dai più famosi carrozzieri dell'epoca. 

## Il contesto

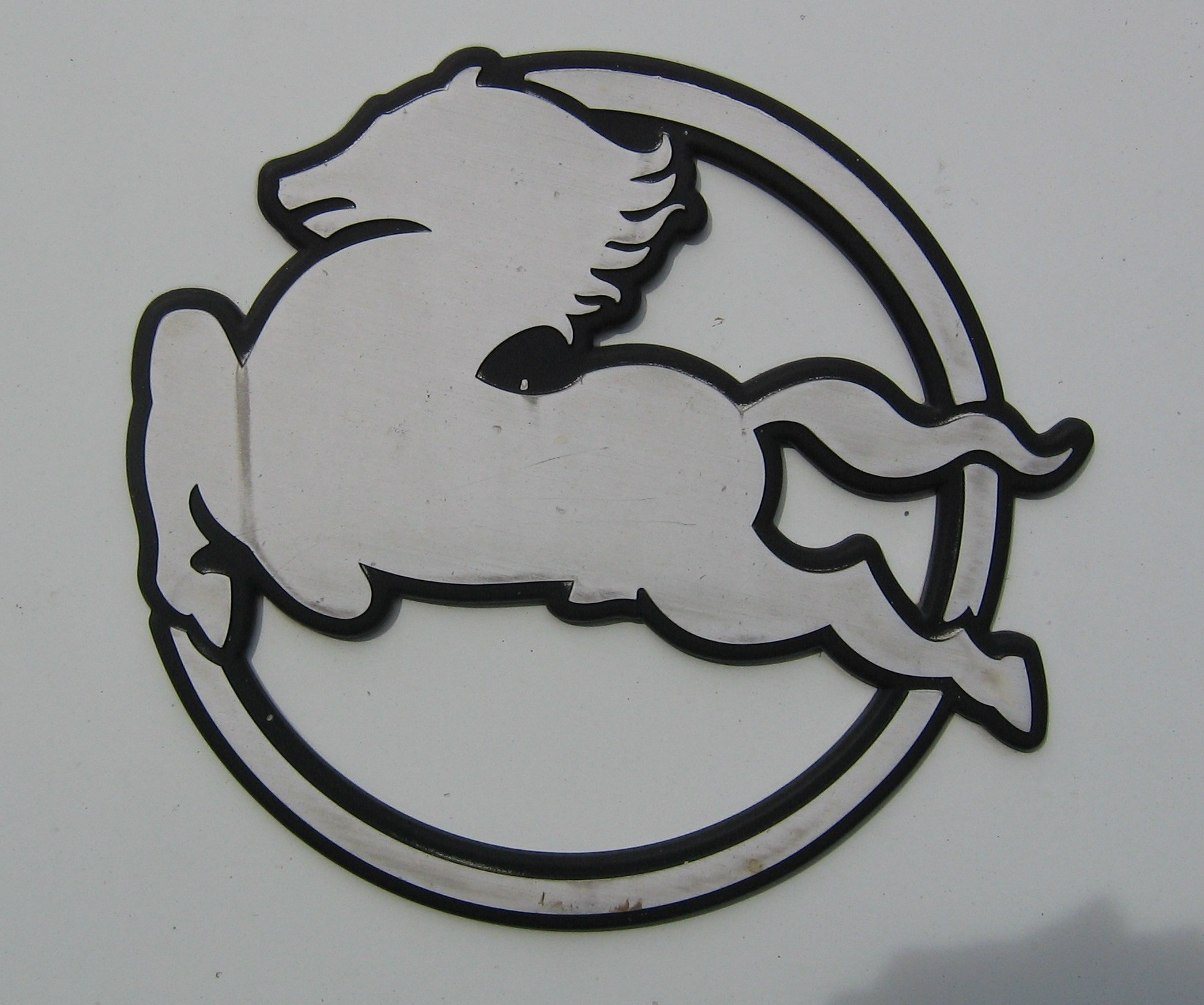
Il logo Pegaso, il cui disegno originale risale a Wifredo Ricart

Dopo la seconda guerra mondiale l'Instituto Nacional de Industria, o INI, un equivalente dell'IRI italiano, rileva gli stabilimenti della Hispano-Suiza a La Sagrera, Barcellona e, volendo motorizzare il paese attraverso la produzione di camion, autobus e trattori, crea le società CETA, Centro de Estudios Técnicos de Automoción per progettarli, ed ENASA, Empresa Nacional de Autocamiones S.A. per produrli. La presidenza della nuova società viene affidata a Wifredo Ricart, un talentuoso ingegnere spagnolo che ha lavorato all'Alfa Romeo, sulle 6C e 8C, le vetture migliori del mondo all'epoca, tornato a Barcellona alla fine del conflitto.
Ricart, dopo aver ripristinato faticosamente la produzione di veicoli pesanti, inizia a progettarne di nuovi dirigendo un gruppo di giovani tecnici alla CETA, battezzando i progetti con la lettera Z, in virtù dell'assonanza in spagnolo con CETA, seguita da una sigla numerica, 100 per le auto, 200 per i camion e 700 per i trattori. Per distinguere immediatamente i nuovi modelli si decide di battezzarli con il nuovo marchio Pegaso, di cui Ricart stesso disegna il logo, formato un cavallo in volo durante un salto all'interno di un cerchio.

## Storia del progetto

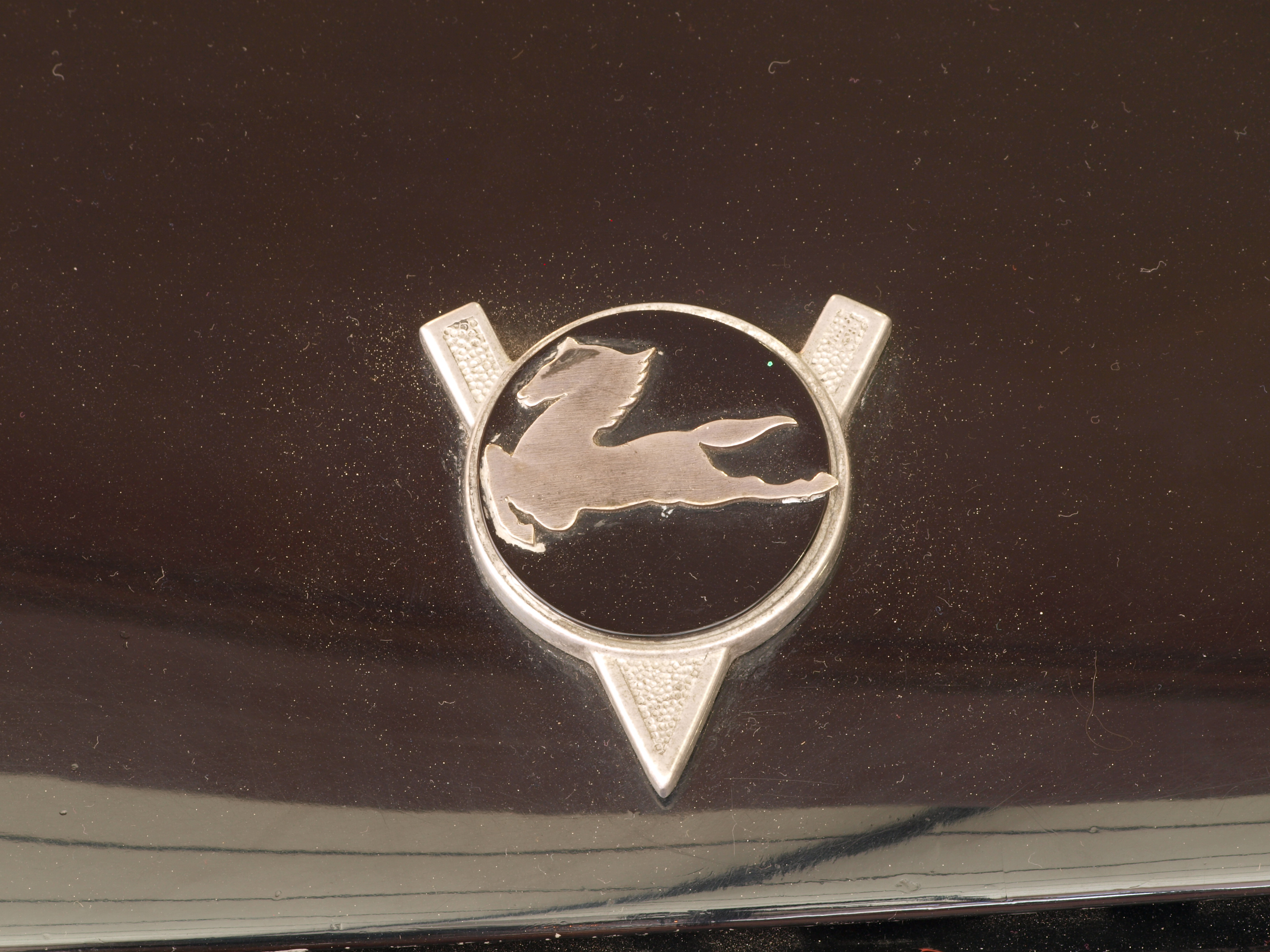
Lo stemma delle Pegaso Z-102 con una "V" cromata ad indicare il motore V8

Wifredo Ricart, che durante il suo periodo all'Alfa Romeo ha lavorato anche sulle auto da corsa come la Tipo 512, nel 1950 riesce ad ottenere il consenso del governo spagnolo per progettare e produrre l'automobile tecnologicamente più all'avanguardia del momento. Lo scopo è duplice, da un lato si sarebbero pubblicizzati tutti i prodotti Pegaso in Spagna, e all'estero anche la Spagna stessa, e dall'altro i tecnici e le maestranze della ENASA, quasi tutti giovani, avrebbero accumulato esperienza preziosa su un progetto molto affascinante, sia in campo tecnologico che metallurgico. Inoltre una vettura destinata ad una clientela facoltosa sarebbe potuta essere venduta all'estero e ciò avrebbe fatto incassare valuta preziosa per una nazione politicamente isolata come la Spagna franchista.
A quel punto Ricart si mette al lavoro con i tecnici della CETA e, dopo aver progettato ma mai realizzato la Z-101, una berlina di rappresentanza con motore V12, stupisce il pubblico del Salone di Parigi 1951 presentando la nuova Pegaso Z-102, una vettura sportiva dotata delle più avanzate soluzioni tecnologiche conosciute all'epoca.
La Pegaso Z-102 è dotata di un telaio autoportante in acciaio scatolato su cui sono montate sospensioni anteriori a ruote indipendenti e posteriori a ponte de Dion, motore V8 in lega leggera con quattro alberi a camme in testa (due per bancata), cambio a 5 marce in blocco con il differenziale (schema Transaxle) e freni a tamburo con i posteriori inboard. Questa meccanica, su cui viene montata una carrozzeria in acciaio realizzata dalla ENASA stessa, spinge la prima Pegaso Z-102 oltre i 200 km/h. Proprio le carrozzerie berlinetta e cabriolet ENASA, come quelle dei due esemplari presentati al Salone di Parigi, essendo in acciaio sono relativamente pesanti e penalizzano le prestazioni dell'auto, perciò la Pegaso Z-102 viene venduta anche come solo autotelaio da far carrozzare a piacimento.

## La vettura

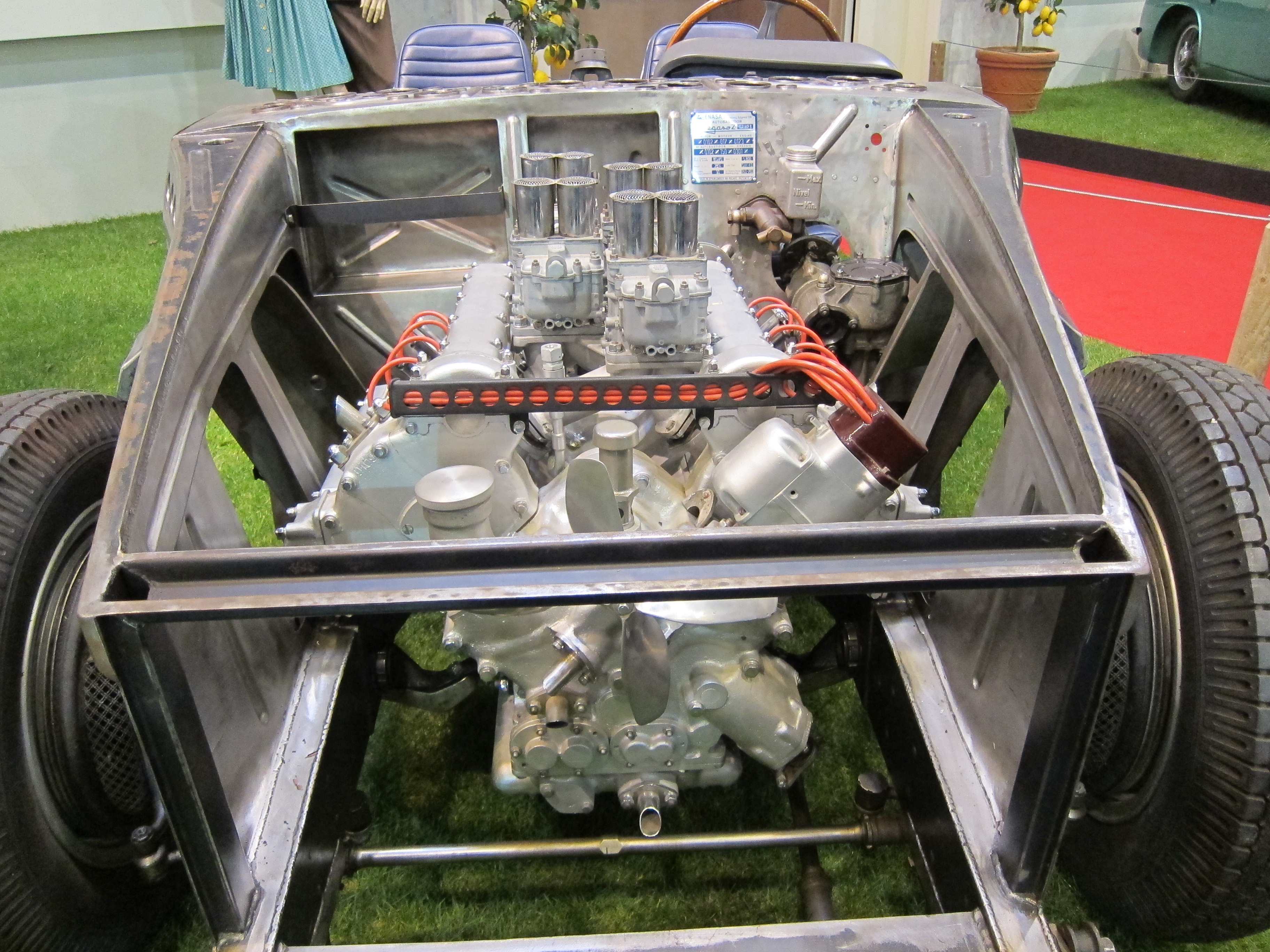
Il motore montato sul telaio scatolato in acciaio di una Pegaso Z-102

L'autotelaio della Pegaso Z-102 è realizzato con lamiere d'acciaio piegate e saldate fino ad ottenere una struttura scatolata rigida, soprattutto in corrispondenza del parafiamma e dei sedili posteriori, dove sono presenti gli attacchi del motore, del gruppo cambio-differenziale e delle sospensioni. 
Le sospensioni anteriori sono a ruote indipendenti, con quadrilateri deformabili, barre di torsione longitudinali e ammortizzatori idraulici telescopici, mentre quelle posteriori sfruttano un ponte de Dion, con barre di torsione trasversali e ammortizzatori idraulici telescopici, perché, per garantire la distribuzione dei pesi ottimale e la maggior precisione possibile alle ruote posteriori, il gruppo trasmissione, formato da cambio, differenziale autobloccante (prodotto dalla ZF) e freni a tamburo in-board, è montato al posteriore, secondo lo schema transaxle. Inoltre su quest'auto il cambio, a 5 marce non sincronizzate, è montato "fuoribordo", rivolto verso la coda dell'auto, e perciò l'assale de Dion unisce i mozzi delle ruote passando davanti al gruppo cambio/differenziale anziché dietro, come al solito. Per controllare gli scuotimenti dell'assale vincolandolo ad un movimento verticale ci sono una scalanatura nel gruppo trasmissione per limitare quelli laterali e due puntoni di reazione, che si uniscono formando un triangolo con l'estremità posteriore del telaio, per quelli longitudinali.

Tutte le Z-102 sono equipaggiate con ruote a raggi Borrani da 16" con gallettone centrale di fissaggio, freni a tamburo in alluminio alettati per il raffreddamento con comando idraulico Lockheed e sterzo a vite e rullo con piantone regolabile in profondità, una novità anche per questa classe di vetture. 

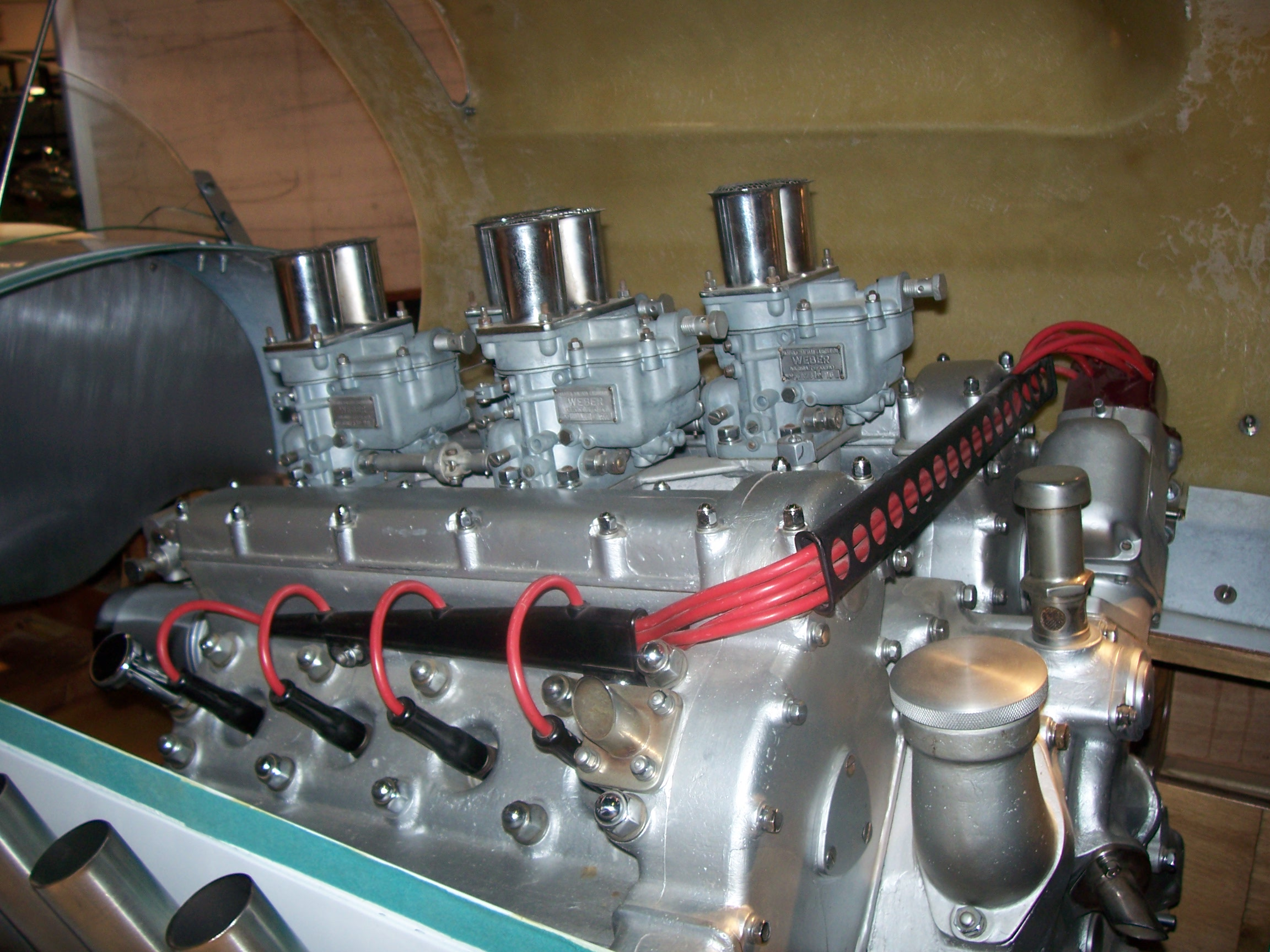
Il motore di una Pegaso Z-102 nella configurazione a quattro carburatori

Per muovere questo raffinato autotelaio Wifredo Ricart, con una certa esperienza maturata all'Alfa Romeo sui motori a V da competizione, decide di progettare un motore V8 raffreddato ad acqua dotato di tutte le raffinatezze meccaniche possibili e realizzato con le più avanzate tecnologie metallurgiche. Il motore 8 cilindri a V di 90° definitivo infatti ha basamento fuso in silumin, una lega di alluminio e silicio, due alberi a camme in testa per bancata (quattro in totale) e distribuzione a cascata di ingranaggi, testate con due valvole per cilindro, raffreddate al sodio, e camere di scoppio emisferiche, albero motore a cinque supporti di banco e lubrificazione a carter secco.
Il motore originale, che viene anche predisposto per successivi aumenti di cilindrata e potenza, è un 2,5 litri di cilindrata (alesaggio x corsa: 75 x 70 mm; totale: 2472 cm3) su cui si può decidere il livello di potenza desiderato al momento dell'acquisto grazie alla possibilità di scegliere tra diversi tipi di alimentazione, se ad uno, due o quattro carburatori doppio corpo Weber invertiti 36 DCF3, e rapporti di compressione, dal più basso 7,5:1 a 8:1 e fino a 8,5:1. A partire dal 1953 queste cifre sono leggermente aumentate grazie al miglioramento della qualità del carburante in circolazione. La potenza di questo motore varia, a seconda delle specifiche scelte, dai 140 ai 165 CV a 6300-6500 giri/min mentre la coppia parte da 184 Nm a 3600 giri/min.
Successivamente, sulla Z-102B, la cilindrata del V8 viene innalzata a 2,8 litri (alesaggio x corsa: 80 x 70 mm; totale: 2816 cm3) attraverso l'aumento dell'alesaggio a 80 mm per aumentare potenza e coppia, pur lasciando invariata la possibilità di scegliere il numero di carburatori e il rapporto di compressione, da 7,8:1 a 8,2:1 e fino a 8,8:1. Così facendo si ottengono valori di potenza e coppia che vanno dai 170 CV a 5800 giri/min e 217 Nm a 3600 giri/min fino ai 200 CV a 6300 giri/min e 243 Nm a 4000 giri/min della versione più estrema. Un motore sperimentale da competizione 2.8 litri viene potenziato per erogare fino a 260 CV di potenza a 6800 giri/min e 324 Nm di coppia a 4000 giri/min applicandovi un compressore volumetrico Roots, come sulle Alfa Romeo 8C 2900 B, tarato a 0,6 bar.
La 2.8 tuttavia non è la versione più grande del motore, la cui cilindrata viene aumentata ancora a 3.2 litri (alesaggio x corsa: 85 x 70 mm; totale: 3178 cm3), sempre intervenendo sull'alesaggio, per essere montato sulla Pegaso Z-102 SS da competizione, la più potente di tutte le Pegaso. Il motore 3.2 può disporre o meno del compressore volumetrico e raggiunge rispettivamente i 200 CV a 6300 giri/min di potenza e 217 Nm di coppia a 3600 giri/min e i 289 CV a 6300 giri/min di potenza e 352 Nm di coppia a 4000 giri/min.

## La produzione

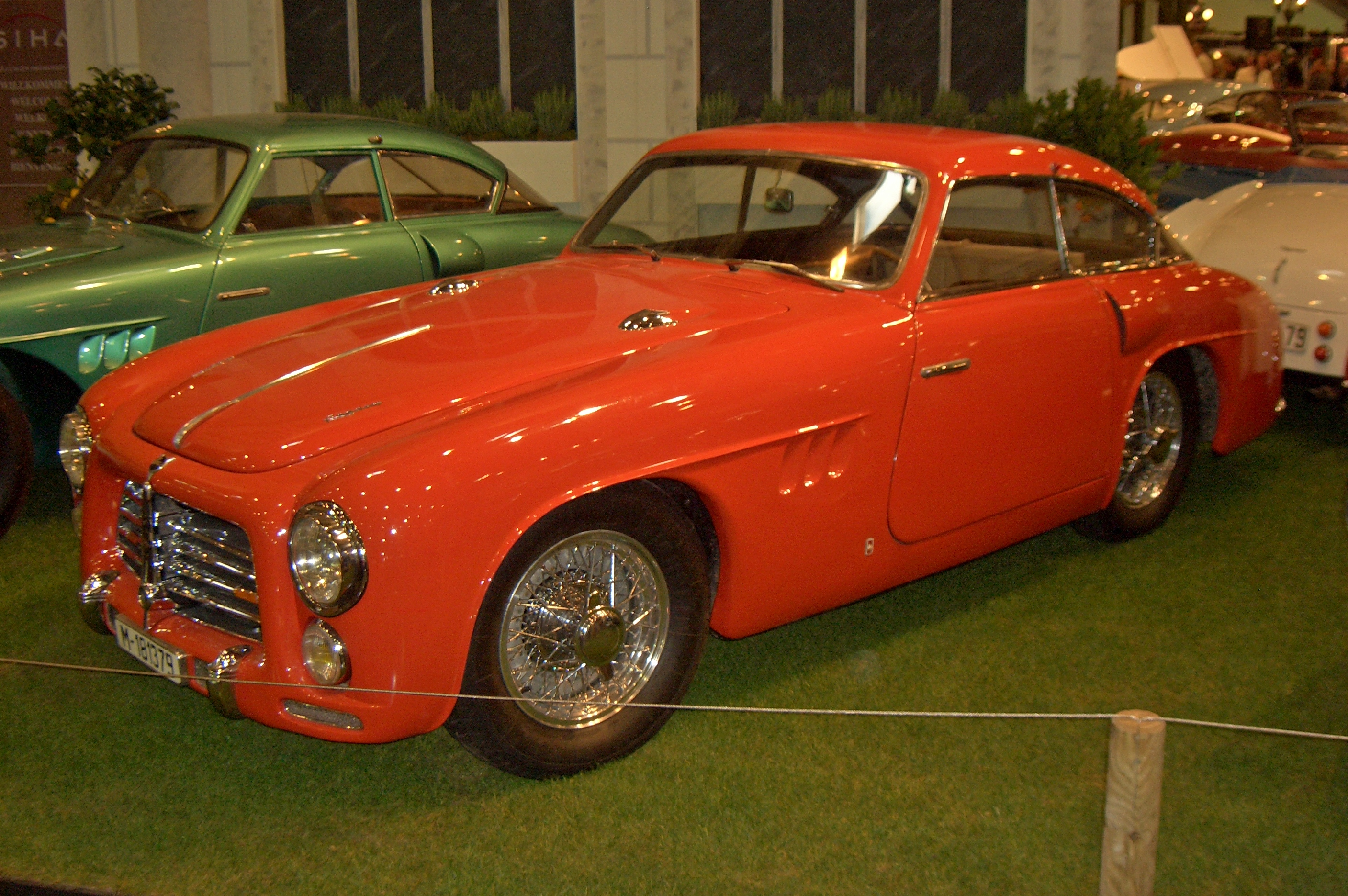
Una Pegaso Z-102 coupé ENASA, si notino le nervature sui passaruota che indicano che si tratta di una versione successiva alla prima

Sul telaio portante in acciaio con fori di alleggerimento dal passo di 2340 mm vengono montate diversi tipi di carrozzerie diverse, a cominciare da una tutta in acciaio realizzata dalla ENASA stessa. Quattro esemplari di pre-serie dotati di questa carrozzeria vennero costruiti per la presentazione in anteprima nell'atrio della fabbrica di La Sagrera, a Barcellona, il 20 settembre 1951 e fare il suo debutto sul palcoscenico internazionale al Salone dell'automobile di Parigi nell'ottobre dello stesso anno.

### La ENASA

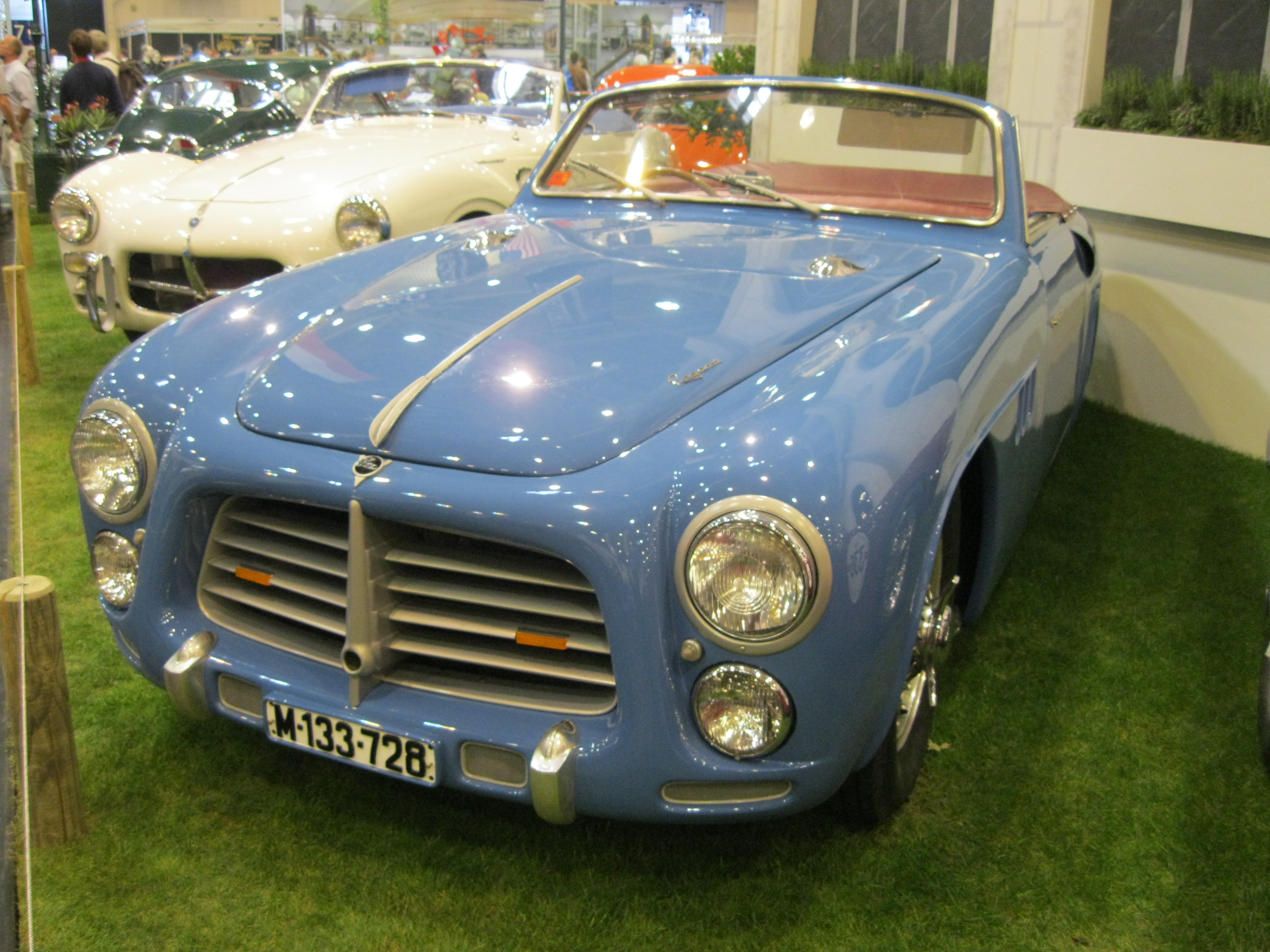
Una Pegaso Z-102 cabriolet ENASA davanti ad un'altra Z-102 cabriolet di Saoutchik

Il responsabile del reparto carrozzeria della Pegaso, Medardo Biolino, è l'autore della linea della moderna carrozzeria, che costruisce direttamente in fabbrica. Sul frontale è presente una griglia incassata a listelli orizzontali con al centro un elemento verticale su cui è montato il logo circolare Pegaso, che sulle Z-102 è unito ad una "V" cromata. La fiancata è liscia, con parafanghi integrati e portiere a vento, mentre la coda arrotondata e discendente si raccorda quasi perfettamente con il lunotto posteriore panoramico, in tre pezzi, e con il padiglione. La linea di questa coupé viene successivamente evoluta, modificandone il frontale, con fanali e griglia ridisegnati, e la fiancata, aggiungendo delle nervature sopra i passaruota e delle griglie di sfogo dell'aria calda, e se ne deriva anche una versione cabriolet.
Gli interni, con due soli sedili rivestiti in pelle e spazio per i bagagli coordinati all'interno dell'abitacolo, sono realizzati secondo le richieste del cliente e ben rifiniti, visti il prezzo e la classe della vettura. Anche quando il design muta nelle versioni successive dei carrozzieri il cruscotto rimane in acciaio verniciato e mantiene tre strumenti circolari Jaeger, posti davanti al volante a tre razze con corona in legno, e i comandi secondari al centro della plancia insieme all'autoradio. Ai lati tachimetro/contachilometri e contagiri, più grandi, e in mezzo un singolo strumento che ingloba gli indicatori del livello della benzina, di temperatura dell'acqua e di temperatura e pressione dell'olio, tutto con scritte in spagnolo. Rimane identica su tutte le auto pure la leva del cambio, posta al lato del tunnel della trasmissione, che ha un pomello dalla forma unica su cui è inciso l'ordine delle 5 marce, invertito rispetto al solito, con la prima in basso a destra anziché in alto a sinistra.

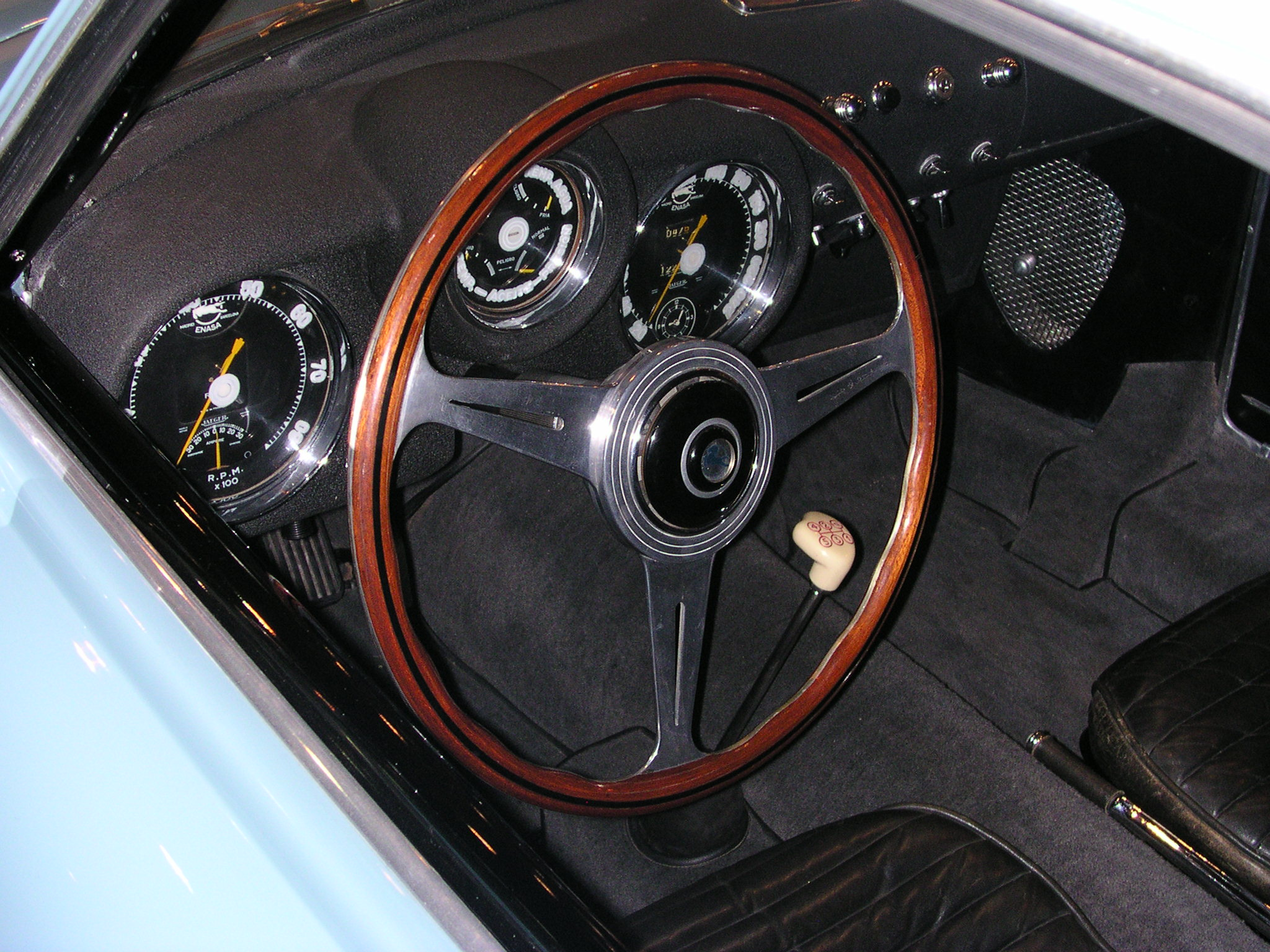
Il cruscotto e gli strumenti di una Pegaso

### La Touring
Nonostante gli aggiornamenti alla linea delle vetture ENASA il peso dei pannelli esterni d'acciaio rimane eccessivo ed ha un impatto negativo sulle prestazioni della vettura così Wifredo Ricart contatta Carlo Felice Bianchi Anderloni della Carrozzeria Touring di Milano, con cui ha già collaborato ai tempi dell'Alfa Romeo, per far realizzare loro le nuove Pegaso con il sistema Superleggera, che sfrutta leggeri pannelli di alluminio montati su un'intelaiatura di acciaio, e risolverne i problemi di peso. La Touring tuttavia non disegna solo una carrozzeria leggera ma anche molto bella ed elegante, al livello delle Ferrari 166 realizzate dallo stesso carrozziere, tanto che costruisce la serie più consistente di Pegaso Z-102, 45 esemplari tra berlinette "standard" e alcuni esemplari speciali.

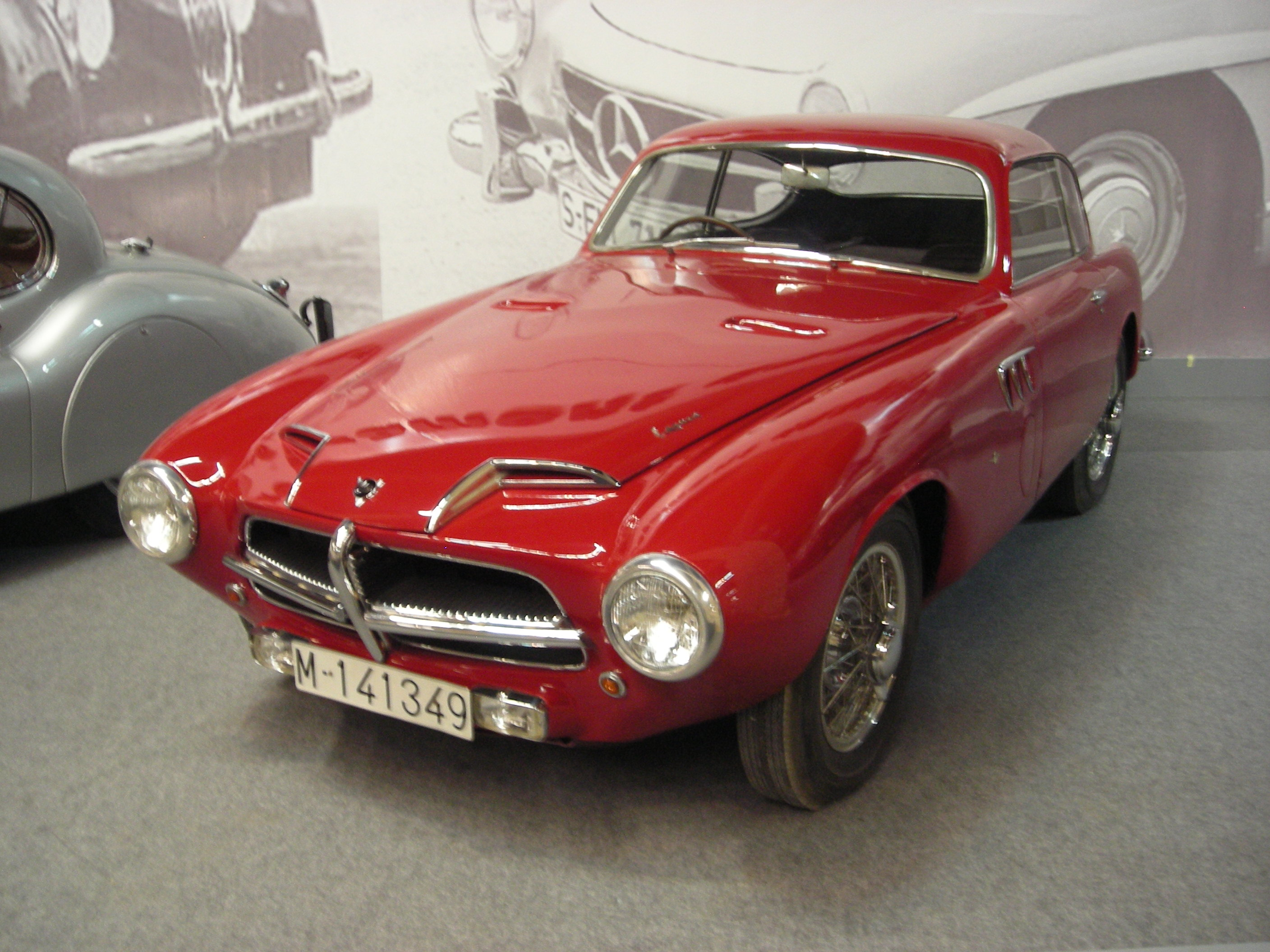
Una Pegaso Z-102B berlinetta Touring, si noti "la croce" cromata sulla calandra

Per dare un'identità al neonato marchio Touring dota le auto di un ornamento cromato a croce al centro della grande presa d'aria trapezoidale e il cofano anteriore, e anche posteriore, di due aperture cromate a "L" alle estremità, ispirate alle narici di un toro da combattimento. La prima auto che nasce dalla collaborazione italo-iberica è la spider Z-102 Tibidabo, dal nome di un monte nei pressi di Barcellona, del 1952 mentre nel 1953 arrivano le prime Z-102 berlinetta, che aggiungono un particolare trattamento del padiglione, nel modo in cui i bordi cromati dei finestrini si incrociano per formare quello del lunotto posteriore, e delle "branchie" di sfogo dell'aria calda sui parafanghi anteriori. La linea delle vetture costruite dalla Touring viene modificata durante la produzione evolvendosi fino a culminare nelle ultime Z-103, dotate di una linea più pulita, con parabrezza panoramico, un paraurti inglobato nell'ornamento a croce e senza le "narici" su cofano e coda.

### ThrilleCúpula, le Pegaso più speciali
Tra tutte le Pegaso prodotte spicca certamente la Z-102 berlinetta Thrill (Brivido) del 1953, una delle auto più originali non solo del marchio iberico ma anche del carrozziere milanese e di tutti gli anni '50. Derivata dalla berlinetta "di serie", da cui eredita la parte anteriore, concentra le innovazioni più importanti nel posteriore completamente ridisegnato. Vi sono infatti un ampio lunotto panoramico ma soprattutto, alle spalle dei finestrini laterali, una coppia di "archi rampanti" a profilo alare che spiccano salendo dalla fiancata fino al padiglione, sottolineati anche dalla verniciatura bicolore rossa e nera. Secondo il carrozziere questa soluzione ha una doppia funzione, di sicurezza come un roll-bar integrato nella scocca, e aerodinamica, perché il flusso d'aria passando tra i profili alari e la cabina elimina i vortici dannosi; a testimonianza della validità delle teorie gli "archi rampanti" sono stati ripresi anni dopo sulla Ferrari 599 GTB. Dopo aver mancato la partecipazione al New York International Auto Show viene presentata al Salone dell'Automobile di Torino 1953 insieme alla altrettanto futuristica B.A.T. 5, realizzata da Bertone e Alfa Romeo, e raccoglie unanimi consensi. Si dice sia stata commissionata dal dittatore Francisco Franco stesso per donarla a Evita Perón, come ha già fatto con una Z-102B berlinetta Touring "standard" dipinta con i colori della Falange spagnola al generale Craveiro Lopes, presidente del Portogallo, ma la "Thrill" non prende la via dell'Argentina rimanendo in Spagna, nelle mani di un proprietario che la utilizza a lungo prima di essere restaurata e conservata in una collezione privata.
Una speciale Pegaso che invece viene acquistata da un personaggio vicino a Francisco Franco è la cosiddetta Cúpula, o Rosa da Thé per la speciale verniciatura gialla cangiante sul rosso, presentata proprio al New York International Auto Show del 1953 dall'importatore statunitense Brewster e acquisita direttamente all'esposizione dal dittatore della Repubblica Dominicana Rafael Leonidas Trujillo. Quella acquistata dal dittatore è la seconda Cúpula costruita direttamente dalla ENASA perché la prima, color avorio, è stata demolita dopo esser stata esposta ai Saloni di Londra e Parigi. La futuristica linea della Cúpula viene realizzata dagli studenti dei licei spagnoli, a cui viene chiesto di disegnare l'auto del futuro. Infatti sembra quasi un disco volante sulla strada perché, pur derivando dalla coupé di serie, le lamiere avvolgano completamente il telaio con carenature anche sulle ruote, paraurti sostituiti da minimali respingenti gommati, scarichi laterali a vista sotto le portiere, e soprattutto una cupola di plexiglas trasparente che occupa completamente la coda sostituendo il lunotto posteriore e dà il nome all'auto. Dopo molte vicissitudini, tra cui una radicale trasformazione in spider, la vettura è ora esposta al Louwman Museum de L'Aia perfettamente restaurata.

### La Saoutchik
Anche la carrozzeria Saoutchik di Parigi, che si occupa pure di importare ufficialmente le vetture in Francia, disegna e costruisce diverse Z-102, sia coupé che spider, a partire dal 1952. Saoutchik disegna due serie di vetture, tutte leggermente diverse tra loro ma accomunate dalla linea piuttosto barocca, con parafanghi molto accentuati che fanno sembrare le auto più ingombranti del normale. La prima serie è più convenzionale, con parafanghi molto ondulati ben distinti dal corpo vettura e sottili pinne posteriori, mentre la seconda è più originale, pur mantenendo l'impostazione stilistica comune.
Sul frontale di queste ultime viene mantenuta la calandra trapezoidale con ornamento a croce, tipico della Pegaso, ma qui viene affiancata da inediti paraurti formati da due anelli di acciaio cromato, ripresi anche al posteriore, e da una "palpebra" metallica dentro cui sono racchiusi fanali e luci di posizione. Proprio da queste "palpebre" si origina la linea dei parafanghi, ora meglio integrati nella fiancata, che scende fin sul retro la portiera per poi risalire e formare le pinne sulla coda. Insieme alla particolare conformazione del tetto gli archi passaruota sono una delle zone più originali dell'auto, con quelli anteriori più svasati dei posteriori. Sulla spider, priva del tetto, il parabrezza è addirittura privo della cornice superiore per accentuare il basso profilo dell'auto.

### La Serra

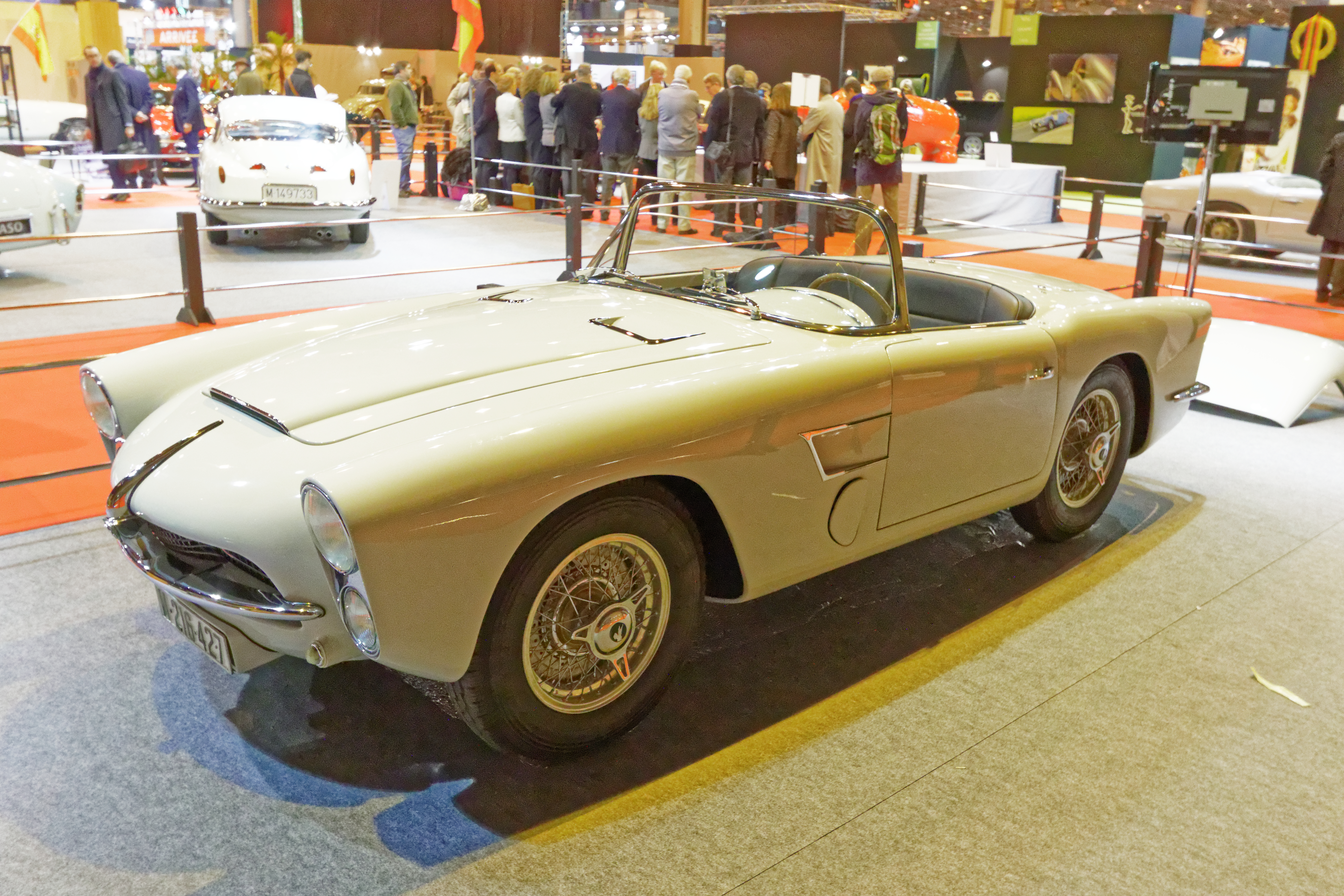
Una Pegaso Z-102 Spider Serra del 1953

Nel 1955, quando il carrozziere francese fallisce, gli autotelai rimanenti vengono affidati allo sconosciuto carrozziere spagnolo Pedro Serra di Barcellona, dopo che Wifredo Ricart ha visto e apprezzato una leggera spider costruita sul telaio della berlinetta incidentata di Gonzalo Yébenes. Quest'auto è una spider, come la Tibidabo di Touring, dotata di doppi fanali anteriori sovrapposti, ispirati a quelli delle vetture Saoutchik, parabrezza panoramico, griglie di aerazione sui parafanghi anteriori e sottili pinne posteriori su una coda arrotondata. Serra continua a costruire altre spider e cabriolet, simili al primo prototipo, con leggere modifiche lungo tutta la, pur breve, produzione. Oltre alla prima anche altre vetture vengono convertite in cabriolet o spider, e Serra costruisce anche la Pegaso Z-103 Spider, che adotta un motore Z-104 sperimentale con un solo albero a camme in testa per bancata, oggi di proprietà della Iveco.

#### Repliche
Nel 1991 circa la Pegaso Z-103 Spider Serra (telaio #0183) viene spedita dalla Iveco, neo proprietaria della ENASA e di questo esemplare di Pegaso, alla società IAD in Inghilterra per essere restaurata. Approfittando della situazione vengono anche realizzati una serie di stampi della carrozzeria per poterne successivamente realizzare alcune repliche. Pur leggermente modificati i pannelli copiati sono montati su un telaio tubolare, costruito appositamente, che ospita un motore V8 Rover 3,9 litri e la meccanica dell'Alfa 75; in questo modo sono prodotte e vendute una dozzina di queste repliche, esternamente molto fedeli all'originale nonostante tutte le modifiche meccaniche.

## L'epilogo

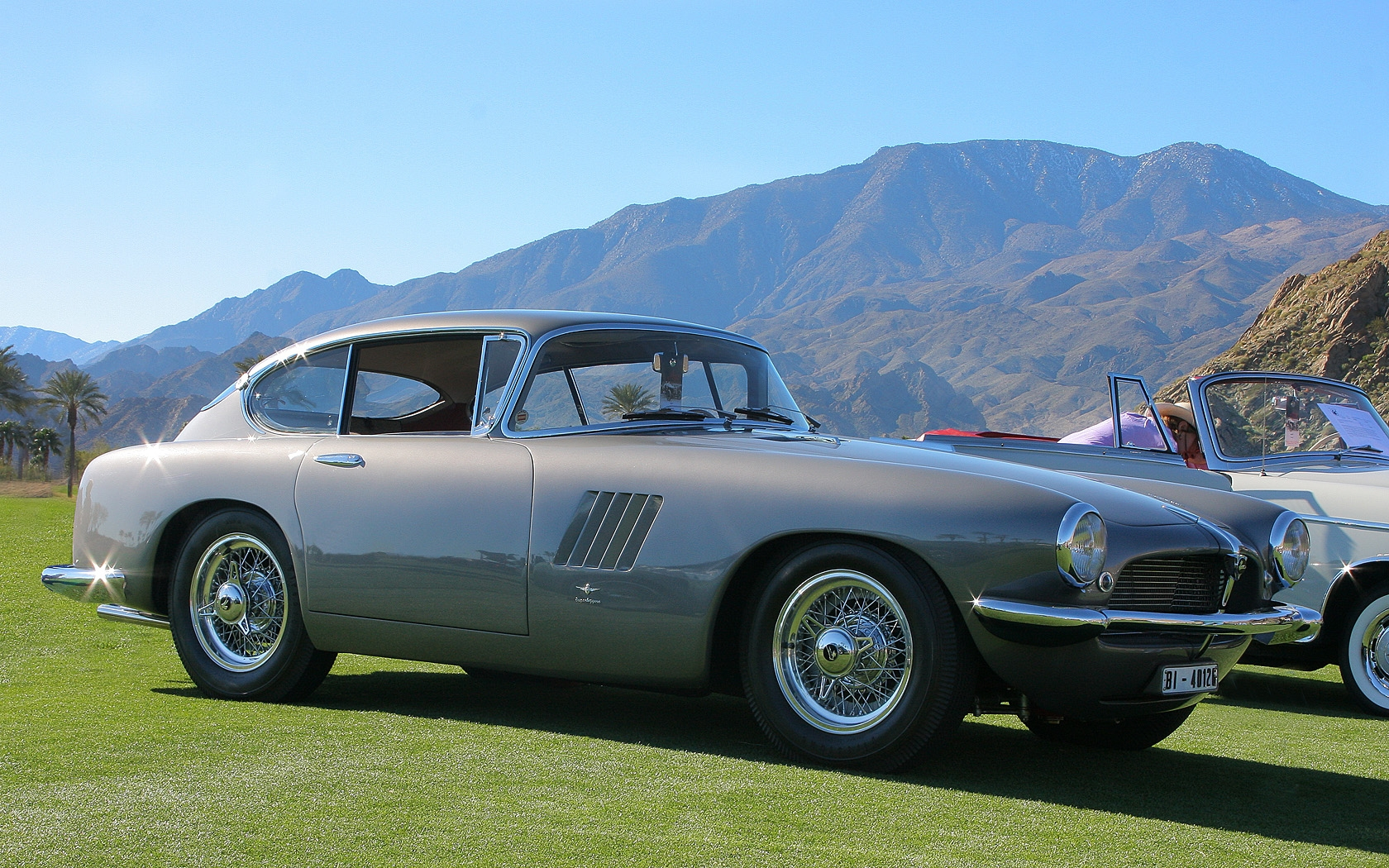
La Pegaso Z-102 berlinetta Touring del 1956, con parabrezza panoramico, che avrebbe dovuto montare il motore semplificato

All'inizio del progetto Z-102 l'azienda prevede di produrre 200 telai l'anno ma, ben presto, i costi di produzione si rivelano astronomici perché ogni singolo pezzo viene realizzato a mano dagli operai spagnoli, che diventano specializzati solo durante il corso della produzione. Ciò significa che nonostante il prezzo "base" di ben 410,000 pesetas per la Berlinetta tutte le Pegaso sono state prodotte sempre in perdita e alla fine del 1957 la ENASA, controllata dal governo spagnolo, decide di bloccare il costoso progetto per concentrarsi sulla costruzione di camion ed autobus, più funzionali allo sviluppo del paese.
Per tentare di ridurre i costi e aumentare le vendite in extremis viene progettata una Pegaso semplificata, la Z-103, sempre con motore V8 ma con distribuzione ad aste e bilancieri e cilindrate previste di 3.9, 4.5 e 4,7 litri che tuttavia rimase senza alcun seguito. La Pegaso Z-102 cessa definitivamente di essere prodotta, senza essere rimpiazzata, tra la fine del 1957 e l'inizio del 1958, quando sono alienate tutte le componenti rimaste e tutti gli stampi e i macchinari specifici vengono distrutti. Fino a quel momento sono usciti dagli stabilimenti Pegaso un totale di 84 Z-102, oltre a due prototipi, e date le molteplici versioni disponibili è chiaro che non ve ne siano due identiche.Nel 1970, poco prima dell'apertura del Salone dell'Automobile di Barcellona di quell'anno,  si diffusero voci sulla presentazione in esso di una nuova vettura di marca Pegaso, che non ci fu.

## Le competizioni
La Pegaso Z-102 partecipa, soprattutto a scopo pubblicitario, a diverse gare di livello internazionale tra il 1952 e il 1955 ottenendo però le vittorie più importanti in campo nazionale, in mano a piloti privati, poiché la squadra corse Pegaso rimane sempre semiufficiale.
Il debutto internazionale arriva al Gran Premio di Monaco 1952, quell'anno riservato alle vetture Sport, con due berlinette ENASA, con gomme da 7" di larghezza al posto dei 5,5" di serie, affidate a Juan Jover e Joaquín Palacio. I piloti si recano a Monte Carlo su strada direttamente dalla fabbrica per testare le vetture in vista della gara, evidenziando uno sterzo troppo pesante e freni inefficienti, ma è una perdita d'olio che costringe al ritiro entrambe le vetture.

Sempre nel 1952 tre Pegaso Z-102 berlinetta ENASA per gli equipaggi Salvador Fábregas Bas e Jesús María Iglesias, Joaquín Palacio e Juan Jover, e infine Paco Bultó e Font Lapalisse vengono iscritte alla 24 Ore di Le Mans 1952 ma tutta la squadra viene ritirata a causa di una rottura improvvisa durante le prove. Lo stesso Wifredo Ricart è presente a coordinare la squadra semiufficiale poiché le auto sono iscritte dai piloti stessi ma assistite dai tecnici della Pegaso.

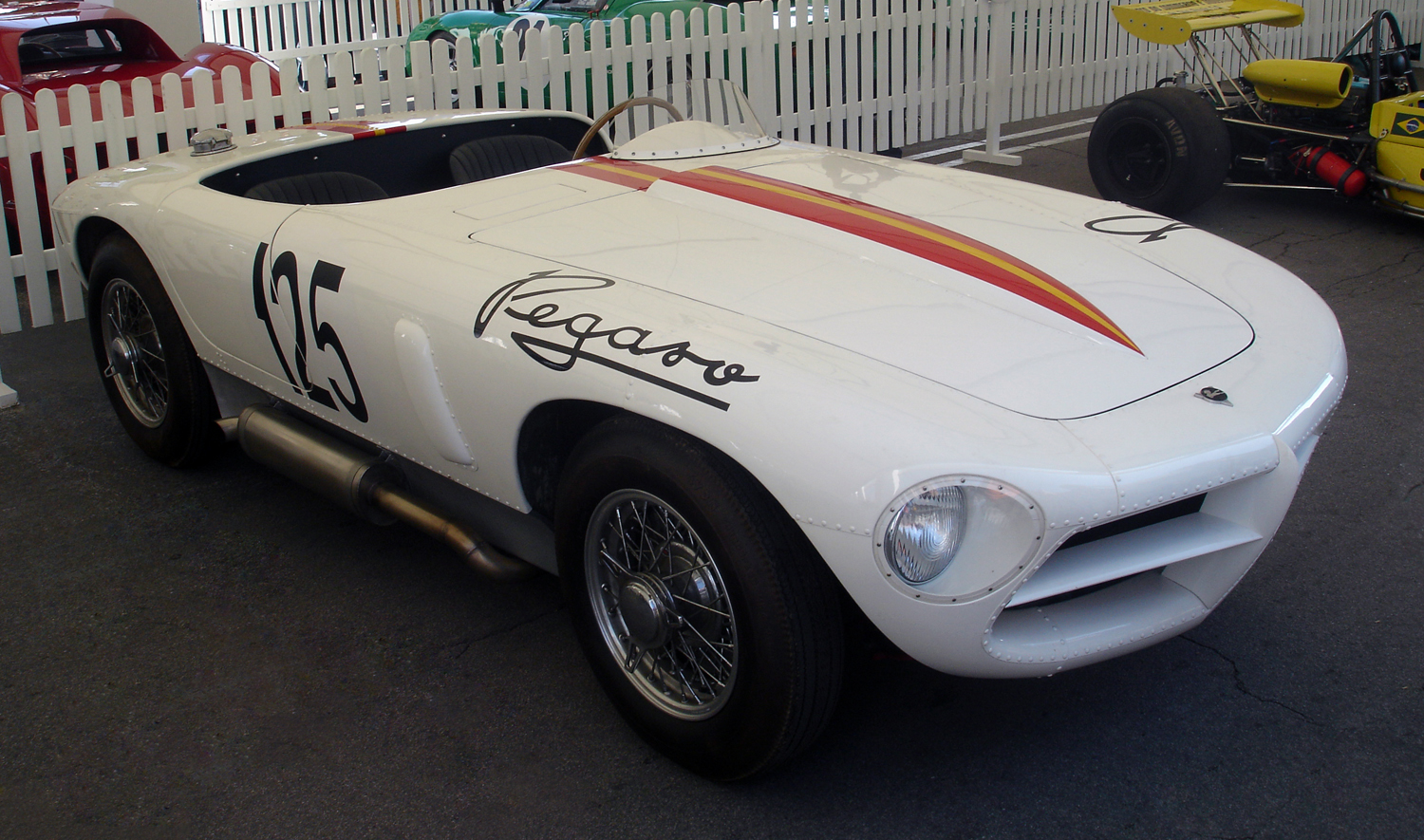
La Pegaso Z-102 Spider Rabassada da competizione

Nel 1953 Joaquín Palacio, uno dei collaudatori, vince la gara in salita a La Rabassada, vicino a Barcellona, su una speciale Pegaso Z-102 con carrozzeria spider in alluminio rivettata, realizzata dalla casa stessa e da quel momento detta "Rabassada". La "Rabassada" viene evoluta realizzando, intorno alla fine del 1954, una seconda versione, dotata di carrozzeria spider ma in vetroresina e anche di due compressori in serie sotto il cofano, che stabilisce un nuovo record a La Rabassada 1955 con Celso Fernández alla guida.
Nel 1953, con un po' più di esperienza alle spalle, Wifredo Ricart progetta una versione della Pegaso espressamente per partecipare alla 24 Ore di Le Mans. Il risultato è la Pegaso Z-102B SS "Bisiluro" con meccanica derivata dalla serie ma inediti telaio e carrozzeria. Ricart, per risolvere i problemi di distribuzione del peso e penetrazione aerodinamica, progetta una nuova auto, dotata di nuovo telaio tubolare e una nuova carrozzeria, simile a quella del più famoso bisiluro TARF di Piero Taruffi, con il pilota spostato a destra e posto sotto una cupola di plexiglas. In questa maniera il motore V8 2.5 e il serbatoio della benzina sono posti più al centro possibile della macchina e, ponendo il pilota su un lato, si riduce la sezione frontale e si migliora la tenuta sul Circuit de la Sarthe, in cui si gira in senso orario. Nella fincata sinistra è presente un portello chiuso al cui interno sono presenti la ruota di scorta e il sedile dell'eventuale passeggero, obbligatori per regolamento.

Dopo alcuni test preliminari sul Circuito di Montlhery, in Francia, si scopre una cronica instabilità alle alte velocità che impedisce alla vettura di essere competitiva e allora si decide di usare la Bisiluro per battere il record di velocità per auto di serie. Dopo un primo tentativo in Spagna nel settembre 1953 si porta la Bisiluro al rettilineo di Jabbeke, in Belgio, per le misurazioni ufficiali effettuate dal Real Automobile Club locale. Insieme alla Bisiluro viene portata anche una Pegaso Z-102B Spider Touring come riserva e proprio questa vettura, con motore V8 da 250 CV, riesce a stabilire il record con Celso Fernández sfrecciando a 243 km/h dopo che il motore della Bisiluro è rimasto danneggiato da una partita di candele difettose e non ha potuto battere il record.

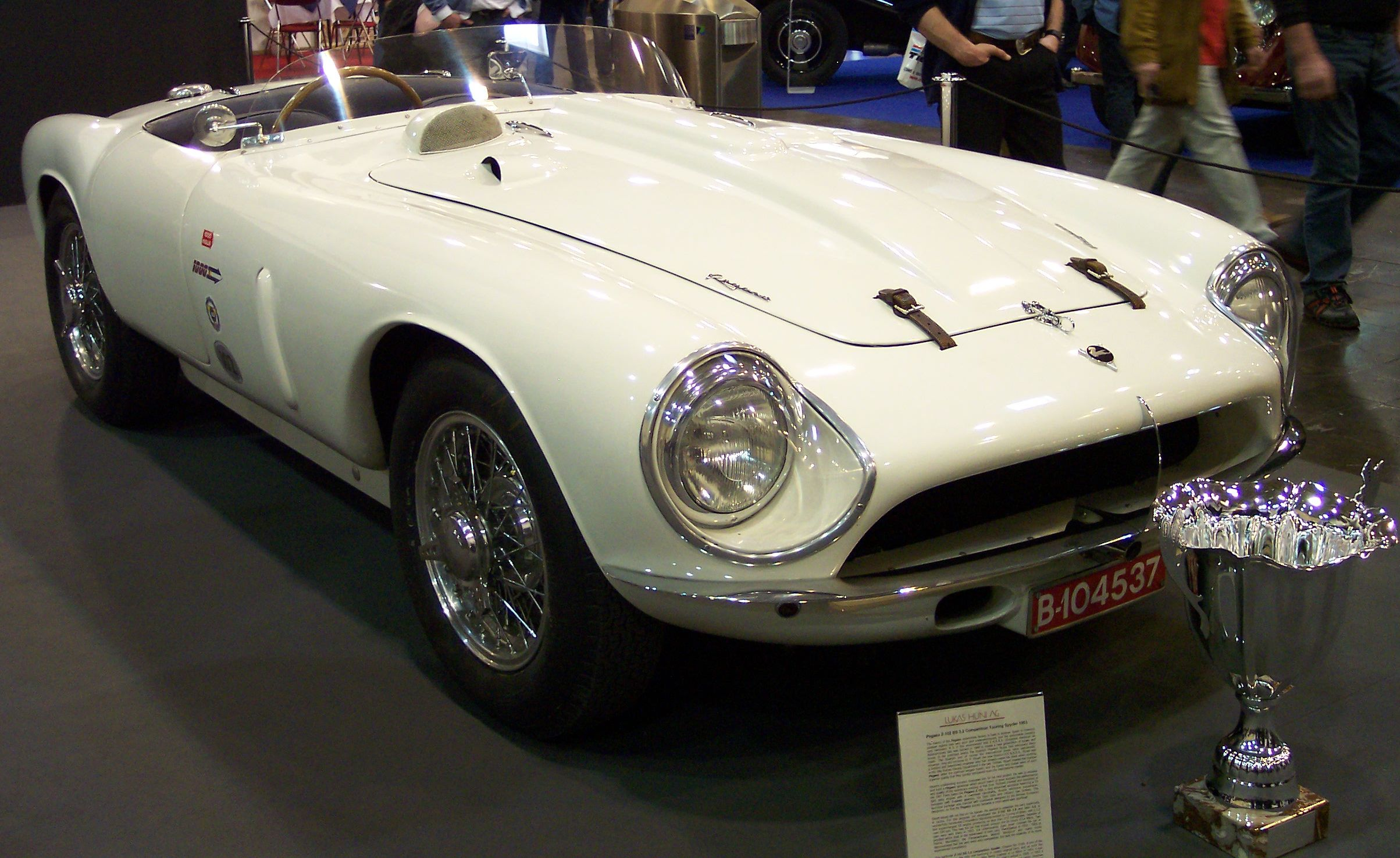
La Pegaso Z-102 Spider Touring Competizione

Qualche mese prima del record, nel giugno 1953, la Pegaso partecipa alla 24 Ore di Le Mans con 3 barchette Pegaso Z-102 STC (Spider Touring Competizione), realizzate dalla carrozzeria Touring con la tecnica Superleggera, due per la gara e una di riserva, ma senza fortuna. Le due vetture, affidate agli equipaggi Juan Jover - Paul Metternich e Joaquín Palacio - Pablo Julio Reh Cardona, con Celso Fernández come riserva non prendono neanche il via a causa di un incidente occorso nelle prove libere a Juan Jover, che gli danneggia gravemente la gamba sinistra. Non conoscendo le cause dell'incidente e temendo per la vita dei propri piloti Ricart decide di ritirare le vetture.
Un mese dopo il record della Pegaso Z-102B STC la Jaguar, con una C-Type appositamente modificata, arriva a Jabbeke e stabilisce un nuovo record. Così nel 1954 Ricart decide di realizzare una seconda versione della Bisiluro, più profilata, con un cupolino più aerodinamico in un solo pezzo e dotata di motore V8 3.2 litri con doppia sovralimentazione. Anche a causa del clima autunnale belga il tentativo fallisce e si raggiungono solo i 251 km/h, e per questo motivo anche la seconda Bisiluro viene accantonata.

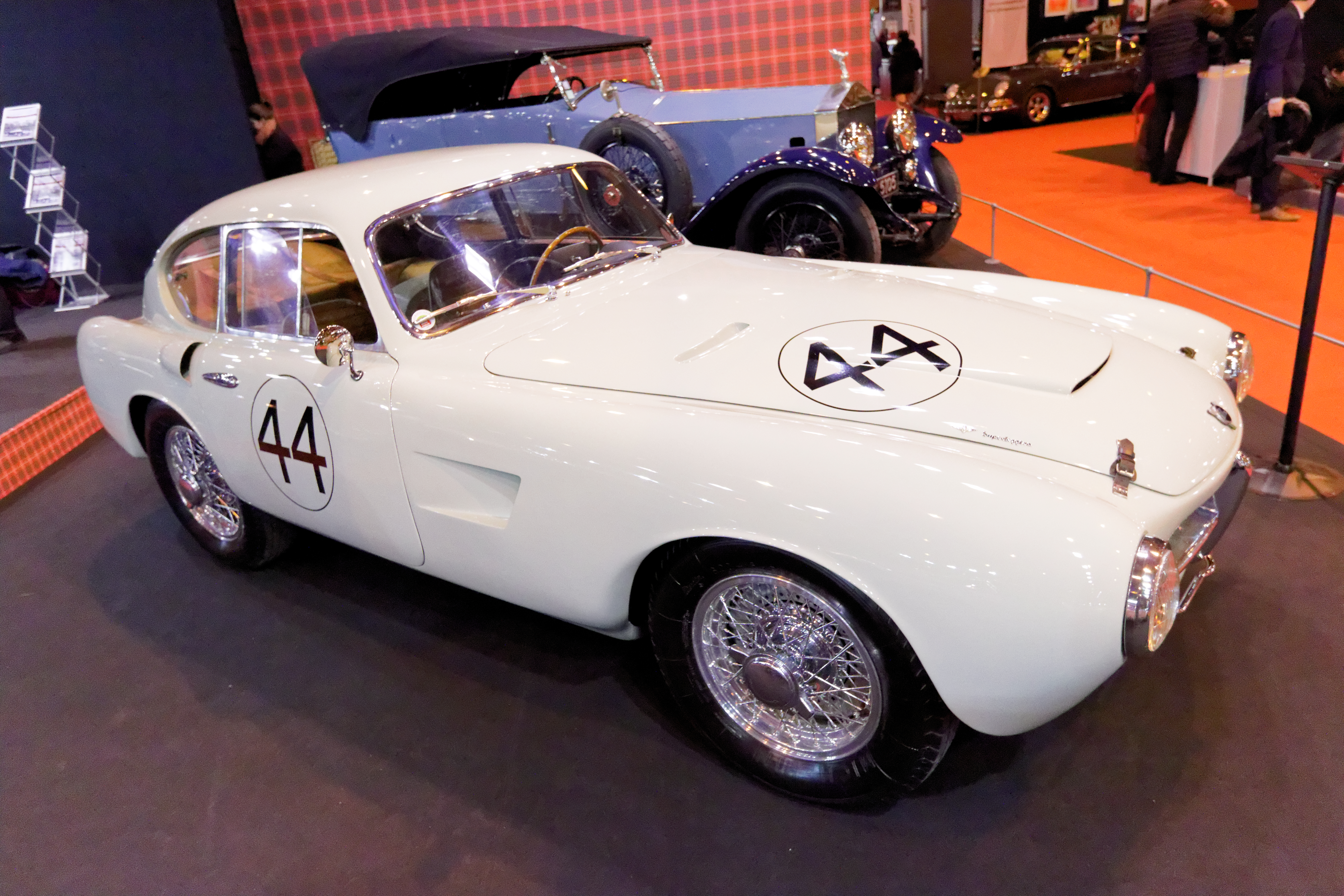
La Pegaso Z-102 berlinetta Touring da competizione del 1953

Nel 1954 il dittatore della Repubblica Domenicana Leónidas Trujillo, che ha appena acquistato la Z-102 Cúpula, vuole partecipare alla Carrera Panamericana con una Pegaso e la casa comincia a preparare una berlinetta Touring da competizione. Tuttavia questo esemplare non viene finito in tempo e la Pegaso fa iscrivere a Trujillo una barchetta Pegaso Z-102B 3.2 STC con doppia sovralimentazione. A causa della povera organizzazione della trasferta oltreoceano, complicata dalla mancanza di relazioni internazionali tra Spagna e Messico, i piloti Joaquín Palacio e Celso Fernández non eseguono alcuna ricognizione per la pericolosa gara. Perciò Celso Fernández non prende parte alla corsa neanche come copilota, e Joaquín Palacio, dopo quattro tappe in cui risale diverse posizioni dopo esser partito in fondo al gruppo, esce rovinosamente di strada a causa del pubblico assiepato lungo il percorso e distrugge completamente la vettura, riportando fortunatamente solo lievi ferite.
Questa è l'ultima partecipazione di livello internazionale della Pegaso, poi la carriera sportiva delle Pegaso prosegue esclusivamente in campo nazionale, soprattutto in mano a piloti privati, in particolare con la berlinetta Touring originariamente destinata alla Carrera Panamericana e con due spider speciali costruite dalla ENASA, con telaio allungato di 5 cm e motore 3.2 litri con doppia sovralimentazione da oltre 300 CV, note come Spider ENASA Pedralbes perché partecipano al Gp di Pedralbes a Barcellona, riservato alle vetture Sport, che però si conclude con un ritiro.